# Place du Martyr (Verviers)
Pour l’article homonyme, voir Place des Martyrs.
La place du Martyr est l'une des plus grandes et des plus importantes places du centre de la ville de Verviers (province de Liège, Belgique).

## Historique
Au XVIIIe siècle (carte Ferraris de 1777) , la place apparaît dans ses dimensions actuelles. Elle s'est appelée la place des Récollets. Inondée en juillet 2021, les travaux de réaménagement commencent en 2022.

## Localisation et description
Cette place plate et toute en longueur (environ 180 m sur 35 m) du centre de Verviers a une superficie approximative de 6 500 m2 en y incorporant le rond-point situé devant l'église Notre-Dame-des-Récollets. Plusieurs rues se raccordent à la place : les rues du Collège, du Gymnase et du Marteau ainsi que les rues Pont-Saint-Laurent et Pont-aux-Lions. Ces deux artères mènent à la place Verte voisine située environ 70 mètres plus au sud. Le pont des Récollets franchissant la Vesdre jouxte la partie nord-ouest de la place.

## Odonymie
La place rend hommage à Grégoire-Joseph Chapuis (1761-1794), médecin et homme politique, martyr décapité sur cette place sous les ordres du dernier Prince-évêque de Liège François-Antoine de Méan quelques semaines avant la fin de l'Ancien Régime. Un monument est érigé à sa mémoire sur la place en 1880.

## Patrimoine
La place est bordée par une quarantaine d'immeubles dont une douzaine est reprise à l'inventaire du patrimoine immobilier culturel de la Wallonie. 
Parmi ceux-ci, la maison située aux nos 24/26 et construite à la fin du XVIIIe siècle possède quatre travées avec des baies jointives, des lignes de refend et des pierres sculptées en pointe-de-diamant et celle sise au no 53 construite pendant la seconde moitié du XVIIIe siècle possède des baies jointives avec linteaux formés de pierres trapézoïdales aux premier et deuxième étages.
Le monument dédié à Grégoire-Joseph Chapuis, une sculpture en bronze sur socle en pierre calcaire, est dressé sur la partie orientale de la place.

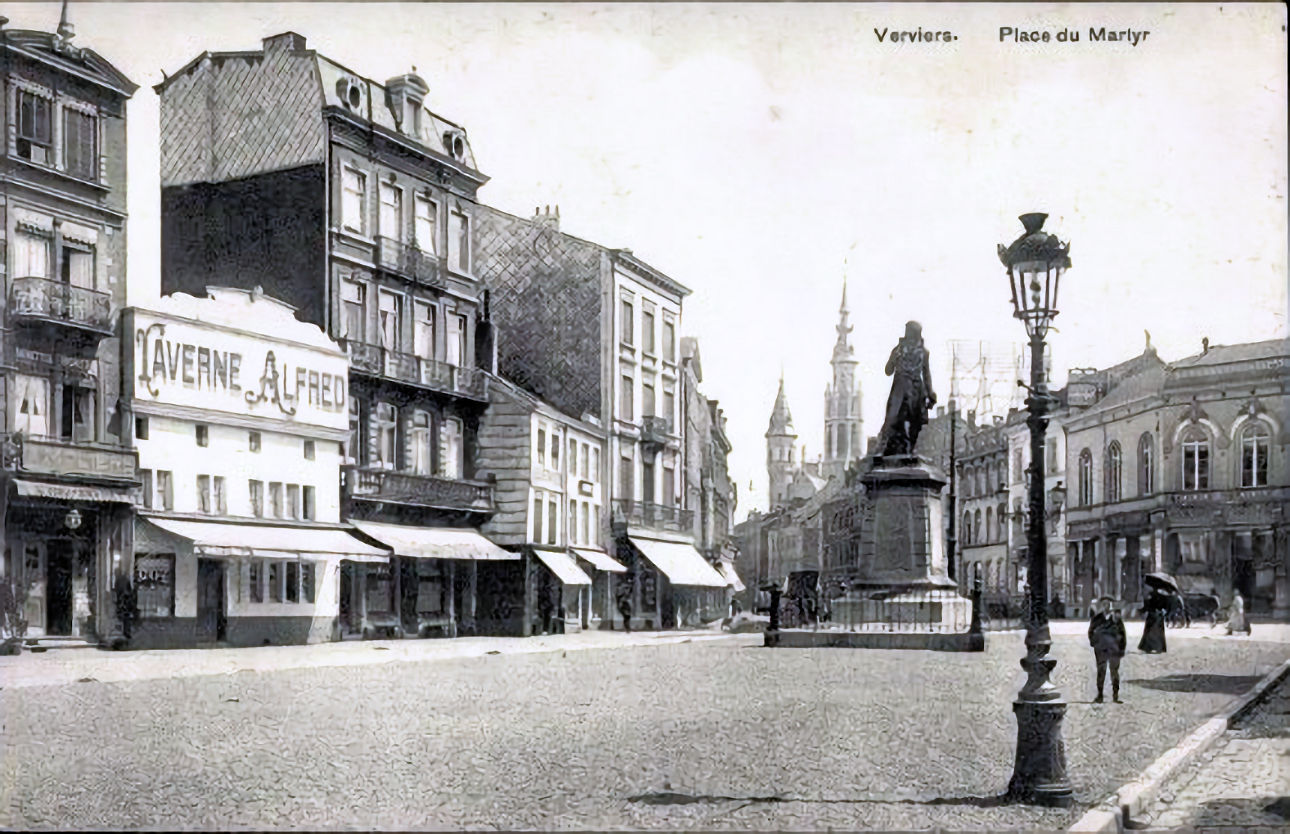
Ancienne carte postale de la place du Martyr

L'église Notre-Dame-des-Récollets.

## Rues adjacentes
- Rue du Collège
- Pont-aux-Lions
- Pont-Saint-Laurent
- Rue du Marteau
- Rue du Gymnase
- Enclos des Récollets
- Rue Spintay par le Pont des Récollets

## Activités
La place a une fonction de zone commerciale, récréative et résidentielle. Des concerts en plein air y ont été organisés. 